# Валла-Валла (округ, Вашингтон)
Шаблон:StateAbbr_ 46°14′ пн. ш. 118°29′ зх. д. / 46.23° пн. ш. 118.48° зх. д.
Округ  Валла-Валла (англ. Walla Walla County) — округ (графство) у штаті Вашингтон, США. Ідентифікатор округу 53071.

## Історія
Округ утворений 1854 року.

## Демографія
За даними перепису 2000 року загальне населення округу становило 55180 осіб, зокрема міського населення було 44744, а сільського — 10436. Серед мешканців округу чоловіків було 28101, а жінок — 27079. В окрузі було 19647 домогосподарств, 13238 родин, які мешкали в 21147 будинках. Середній розмір родини становив 3,08.
Віковий розподіл населення поданий у таблиці:
| Стать    | До 15 років | 15-21 | 22-29 | 30-39 | 40-49 | 50-65 | 65-85 | Понад 85 |
| -------- | ----------- | ----- | ----- | ----- | ----- | ----- | ----- | -------- |
| Чоловіки | 5782        | 3813  | 3327  | 3934  | 4081  | 3820  | 2930  | 414      |
| Жінки    | 5352        | 3509  | 2432  | 3365  | 3777  | 3814  | 3900  | 930      |

## Суміжні округи
- Колумбія — схід
- Уматілла, Орегон — південь
- Бентон — захід
- Франклін — північний захід

## Виноски
1. ↑  U.S. Decennial Census. United States Census Bureau. Архів оригіналу за 19 липня 2018. Процитовано 8 січня 2014.
2. ↑  Historical Census Browser. University of Virginia Library. Архів оригіналу за 11 серпня 2012. Процитовано 8 січня 2014.
3. ↑  Population of Counties by Decennial Census: 1900 to 1990. United States Census Bureau. Архів оригіналу за 2 лютого 2019. Процитовано 8 січня 2014.
4. ↑  Census 2000 PHC-T-4. Ranking Tables for Counties: 1990 and 2000 (PDF). United States Census Bureau. Архів оригіналу (PDF) за 18 грудня 2014. Процитовано 8 січня 2014.
5. ↑  State & County QuickFacts. United States Census Bureau. Архів оригіналу за 13 січня 2016. Процитовано 8 січня 2014.(англ.) Наведено за англійською вікіпедією.
6. ↑  American FactFinder. Бюро перепису населення США. Архів оригіналу за 26 лютого 2012. Процитовано 31 січня 2008.

| США | Це незавершена стаття з географії США. Ви можете допомогти проєкту, виправивши або дописавши її. |